# Colpo grosso... grossissimo... anzi probabile
Colpo grosso... grossissimo... anzi probabile è un film del 1972 diretto da Tonino Ricci.

## Trama
Tre maldestri ladri (Calogero Locascio, Antonio Lavacca e il "Monsignore") ideano una rapina ai danni dei "Grandi Magazzini Romani". Chiamano in loro aiuto un abile (soltanto di fama) scassinatore francese, Pierre Le Compte. Questi arriva insieme con l'amante Jacqueline. La ragazza ha modo di conoscere Sandro Menegatti, che, dopo il tirocinio, diventerà presidente dell'azienda "Grandi Magazzini", ma né la ragazza, né i suoi amici sospettano la sua identità. Sandro sbalordisce Jacqueline nel dimostrarle la perfetta conoscenza dei "Grandi Magazzini" e la facilità di accedervi. Dietro richiesta, il giovane - anche per accontentare Jaqueline di cui è innamorato - acconsente a prendere parte alla rapina. Il colpo riesce, ma la cassaforte è vuota: Sandro infatti ha tolto il denaro. Sandro e Jacqueline partono quindi per le Bahamas, mentre i tre romani vengono assunti, con incarichi modesti, nei "Grandi Magazzini" e il francese torna nel suo paese in autostop.